# Santiago Giraldo
Santiago Giraldo (født 27. november 1987 i Bogotá, Colombia) er en colombiansk tennisspiller, der blev professionel i 2006. Han har, pr. maj 2009, endnu ikke vundet nogen ATP-turneringer.